# Howard County, Arkansas
Howard County är ett administrativt område i delstaten Arkansas, USA. År 2010 hade countyt 13 789 invånare. Den administrativa huvudorten (county seat) är Nashville.

## Geografi
Enligt United States Census Bureau har countyt en total area på 1 541 km². 1 520 km² av den arean är land och 21 km² är vatten.

### Angränsande countyn
- Polk County - nord
- Pike County - öst
- Hempstead County - sydöst
- Little River County - sydväst
- Sevier County - väst